# Eduard Joseph d’Alton

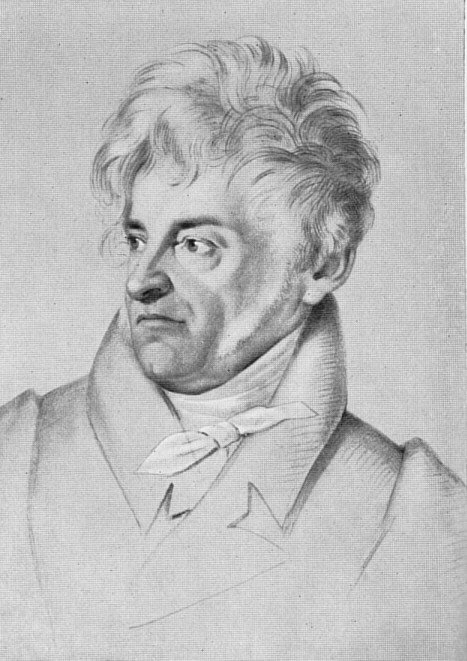
Joseph Wilhelm Eduard d'Alton

Joseph Wilhelm Eduard d'Alton (ur. 11 sierpnia 1772, zm. 11 maja 1840) – niemiecki grawer i przyrodnik pochodzący z Akwilei (dzisiejsza część Włoch). Był ojcem anatoma Johanna Samuela Eduarda d'Alton (1803–1854).
Szkolony do służby wojskowej, uczył się w Wiedniu gruntownej znajomości koni i jeździectwa. Później podróżował po Włoszech, Nadrenii i Francji, w tym czasie zdobył wiedzę z obszarów historii naturalnej i sztuki. W Würzburgu ściśle współpracował z embriologiem Christianem Heinrichem Panderem, a później wykładał historię sztuki i teorię architektury na Uniwersytecie w Bonn, gdzie w 1827 roku został „profesorem zwyczajnym” historii sztuki. Od 1831 do 1840 d'Alton był członkiem Pruskiej Akademii Sztuk. Jednym z jego słynnych uczniów w Bonn był Karol Marks.
Eduard d'Alton jest w dużej mierze pamiętany ze swoich anatomicznych i zoologicznych rycin i akwafort. Współpracował z Christianem Panderem przy Vergleichende Osteologie, która była serią monografii z dziedziny osteologii porównawczej. W tych pracach d'Alton stworzył grawerowane płyty, które przedstawiały szkielety wielu gatunków, w tym wymarłego megatherium. W traktacie Pandera z 1817 roku Beiträge zur Entwicklungsgeschichte des Hühnchens im Eye d'Alton stworzył artystyczne obrazy przedstawiające rozwój embrionalny kurczaka.